# Scambicornus sentifer
Scambicornus sentifer is een eenoogkreeftjessoort uit de familie van de Synapticolidae. De wetenschappelijke naam van de soort is voor het eerst geldig gepubliceerd in 1980 door Humes.